# Ivan Stefan av Bulgarien
Ivan Stefan av Bulgarien, död 1373, var Bulgariens regent från 1330 till 1331.